# Austrochthonius argentinae
Espèce
Austrochthonius argentinae est une espèce de pseudoscorpions de la famille des Chthoniidae.

## Distribution
Cette espèce se rencontre en Argentine et au Brésil.

## Étymologie
Son nom d'espèce lui a été donné en référence au lieu de sa découverte, l'Argentine.

## Publication originale
- Hoff, 1950 : Pseudoscorpionidos nuevos o poco conocidos de la Argentina (Arachnida, Pseudoscorpionida. Arthropoda Buenos Aires, vol. 1, no 2/4, p. 225-237.